# (35462) 1998 DW23
1998 DW23 (asteroide 35462) é um asteroide da cintura principal. Possui uma excentricidade de 0.07855240 e uma inclinação de 7.36414º.
Este asteroide foi descoberto no dia 27 de fevereiro de 1998 por ODAS em Caussols.